# 芥川比呂志
芥川 比呂志（あくたがわ ひろし、1920年3月30日 - 1981年10月28日）は、日本の俳優、演出家。
東京府東京市滝野川区（現・東京都北区）田端出身。作家・芥川龍之介の長男。母は海軍少佐の塚本善五郎の娘・文。妻は、龍之介の次姉・ヒサの長女で、従姉にあたる芥川瑠璃子。

## 来歴・人物
3人兄弟で、長弟・多加志は第二次世界大戦中、22歳でビルマにて戦死、末弟・也寸志は作曲家。名の由来は龍之介の親友・菊池寛（表記同じで筆名ではカン、本名ではヒロシと読む）の名の読みを万葉仮名に当てたもの。ちなみに、多加志は小穴隆一の「隆」から、也寸志は恒藤恭の「恭」から取られている。
1926年、東京高等師範学校附属小学校（現・筑波大学附属小学校）に入学。同級に宮澤喜一がいた。

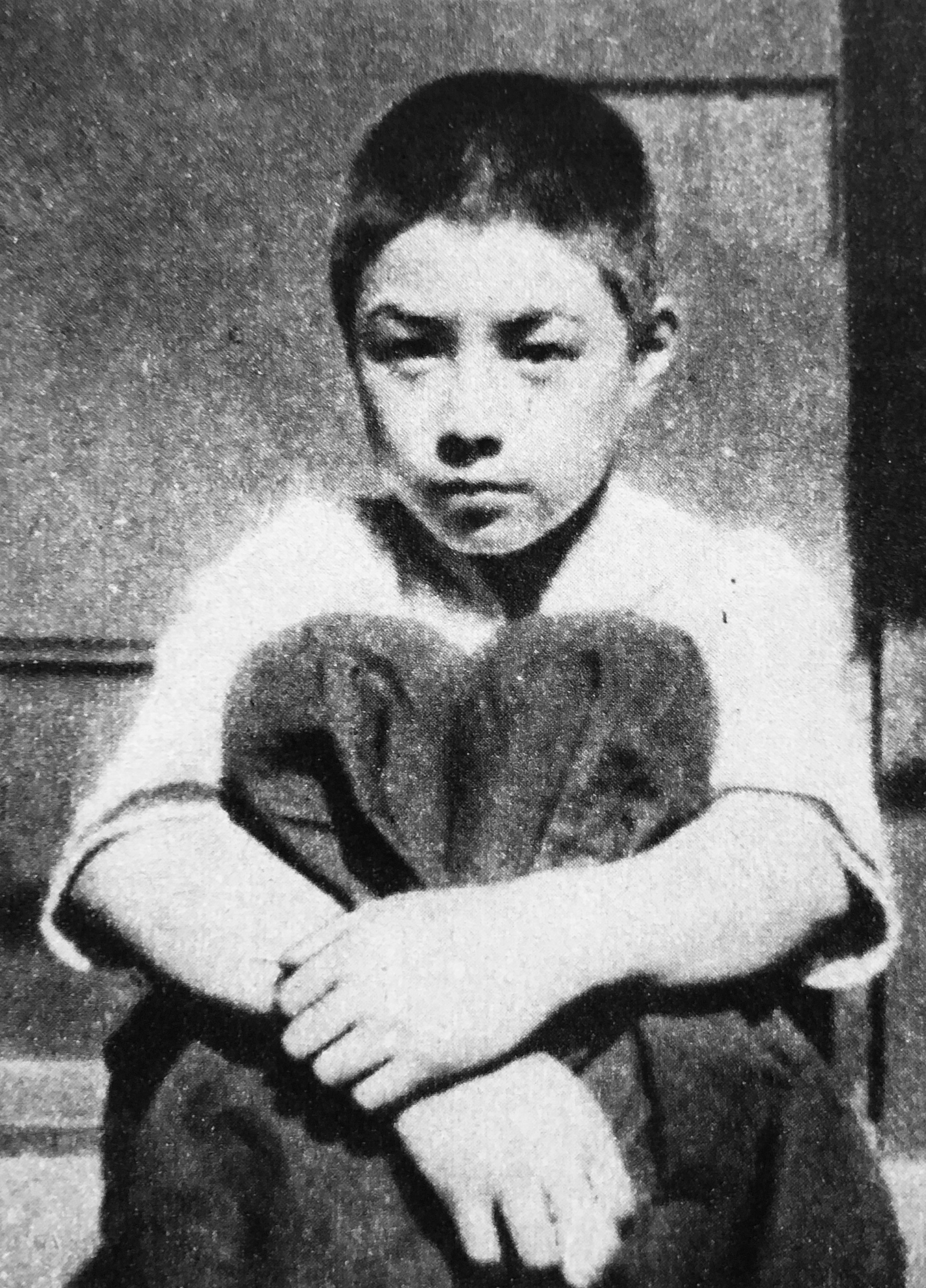
1932年

1932年、同附属中学校（現・筑波大学附属中学校・高等学校）に入学。在学中からシングや岸田國士の戯曲を読み、15歳のとき『お察しください（A Comedy）』と題する戯曲を、附属中学の校友会誌「桐陰会雑誌」に発表。学芸会では『ヴェニスの商人』や武者小路実篤の芝居を演じる。
1937年、慶應義塾大学予科に入学。1939年、同予科から文学部仏文科に進学。演出家女優・長岡輝子や劇作家・加藤道夫たちと新演劇研究会を結成し、学生演劇活動を始める。その傍ら、鈴木亨主宰の詩誌『山の樹』の同人となり、畔柳茂夫や沖廣一郎という筆名で詩や翻訳を発表。この頃に堀田善衛・中村眞一郎・白井浩司・福永武彦・加藤周一・白井健三郎・小山正孝達と知り合う。当時、東急東横線の通学電車の車内で、女優姉妹のジョーン・フォンテインとオリヴィア・デ・ハヴィランド（当時東京に住んでいた）にたびたび乗り合わせたという。演劇活動の傍ら、佐佐木茂索の配慮により、嘱託として短期間文藝春秋社に勤務。
太平洋戦争勃発のため慶應義塾大学を繰上卒業し、甲種幹部候補生として群馬県の前橋陸軍予備士官学校（赤城隊）に入校。卒業後の陸軍少尉時代には、帝国陸軍有数の本土防空戦闘機部隊として有名な東京調布の飛行第244戦隊の整備隊本部附として勤務し、敗戦時は陸軍中尉として滋賀県神崎郡御園村の神崎部隊三谷隊にいた。
1945年、神奈川県藤沢市鵠沼の母の実家別荘に疎開していた家族の許に復員した。直前に三女の芥川耿子が誕生していた。鵠沼では林達夫らと交流し、1946年夏、林の主宰する市民向け教養講座「鵠沼夏期自由大学」で、加藤夫妻と共にチェーホフの「熊」を上演している。鵠沼には1949年まで滞在して上目黒に戻った。

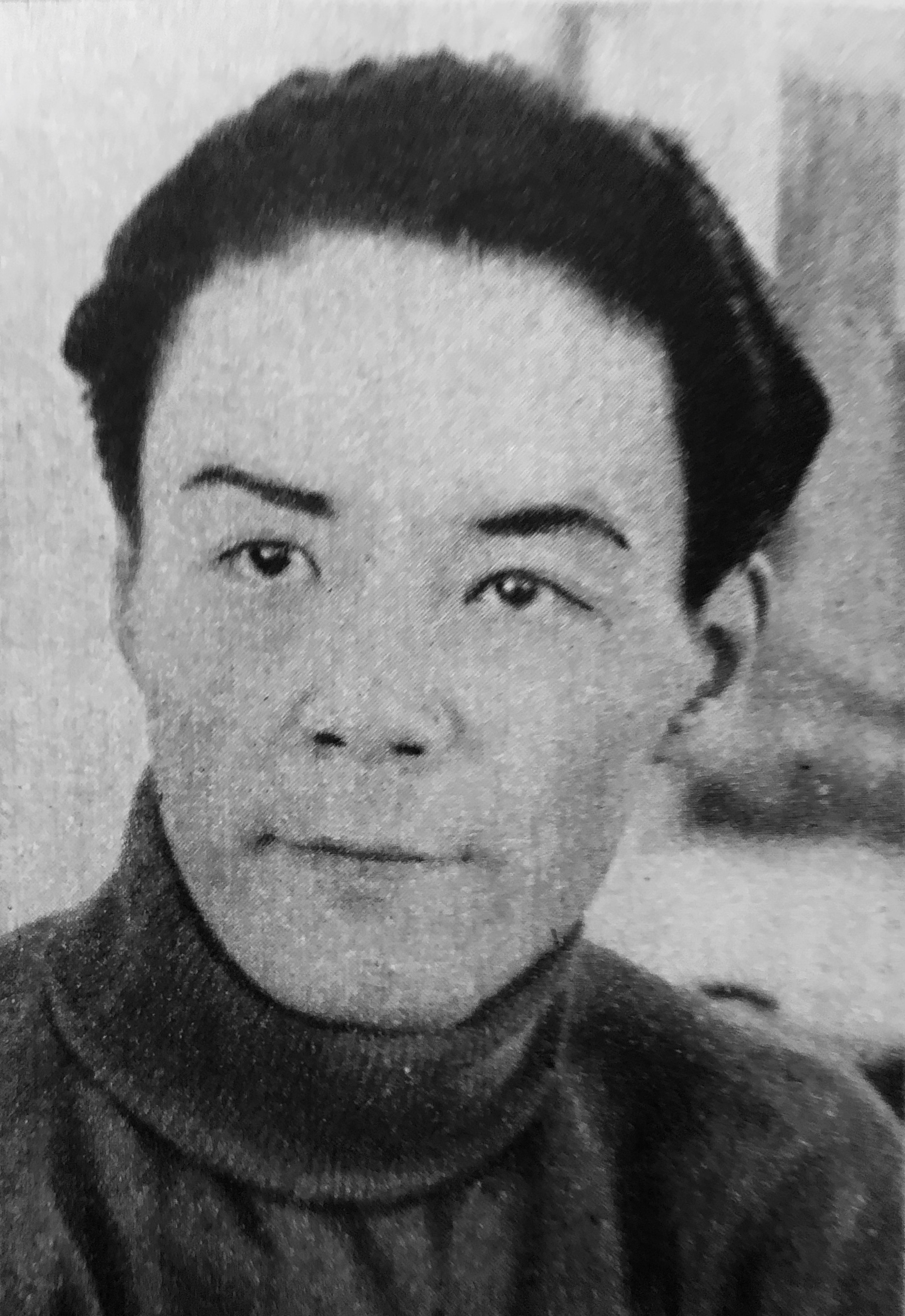
1954年

1947年、演出家・女優長岡輝子、加藤とその妻で女優の加藤治子らと共に「麦の会」を結成。1949年に「麦の会」は文学座に合流し、以来文学座の中心俳優として、または加藤道夫作『なよたけ』などの演出家として大成する。特に1955年の『ハムレット』の主演は、今なお伝説として演劇史に語り継がれているほどの絶賛を博す。貴公子ハムレットの異名を持った。
舞台の他、ラジオドラマ・ナレーション・映画・テレビなどにも様々出演する。1963年に仲谷昇・小池朝雄・岸田今日子・神山繁・高木均らと共に文学座を脱退し、かつて『ハムレット』の演出を手掛けた福田恆存を理事長とする財団法人「現代演劇協会」を設立し、協会附属の「劇団雲」でリーダーとして活動する。1966年にはNHK大河ドラマ『源義経』で源頼朝を演じた。俳優業の傍ら演出家としての才能も発揮し、1974年に『スカパンの悪だくみ』の演出で芸術選奨文部大臣賞、泉鏡花の戯曲『海神別荘』の演出で文化庁芸術祭優秀賞を受賞。
しかし、盟友であった福田と劇団の運営方針を巡って対立することになる。1975年には高木均・仲谷・岸田・神山・中村伸郎らと雲を離脱し「演劇集団 円」を創立して代表に就任した。しかし、若い頃からの持病である肺結核が悪化して入退院を繰り返し、期待された「円」での仕事は1978年の鏡花の『夜叉ヶ池』演出のみに留まった。
1981年、療養中だった目黒区内の自宅にて死去。享年61歳。墓所は豊島区慈眼寺。

## その他
- 日本最大規模の劇団「劇団四季」の名づけ親である。
- 戦場で肺結核を罹患し、人気が出たのちも病院と舞台を行き来する生活を10年ほど送った。健康を回復すると不摂生と暴飲・泥酔を繰り返していた[2]。

## 著作
- 芥川龍之介 （吉田精一と共著、明治書院〈写真作家伝叢書〉 1967年）
- 決められた以外のせりふ （新潮社 1970年）。第18回日本エッセイスト・クラブ賞
- 肩の凝らないせりふ （新潮社 1977年）
- 憶えきれないせりふ （新潮社 1982年）
- 芥川比呂志エッセイ選集 （新潮社 1995年）
- ハムレット役者 芥川比呂志エッセイ選 （丸谷才一編 講談社文芸文庫 2007年）

### 翻訳
- ジャン・アヌイ
  - 「アンチゴーヌ」『アヌイ作品集（3）』（白水社 1957年）
  - 「アンチゴーヌ」『アンチゴーヌ アヌイ名作集』（白水社 1988年）、上記の選集版
- ジャン＝ポール・サルトル
  - 「恭々しき娼婦」（人文書院 サルトル全集（8）「劇作集」 1952年）
  - 「恭しき娼婦」（人文書院 サルトル全集（8）「恭しき娼婦」 1961年）、上記の改訂版
  - 「恭しき娼婦」（新潮社 新潮世界文学（47）「サルトル」 1969年）
  - 「トロイアの女たち」（人文書院 サルトル全集（33）「トロイアの女たち」 1966年）

## 主な出演作品

### テレビドラマ
- 五重塔（1958年、KR）
- 煉獄（1960年、九州朝日放送） - 炭坑夫Aと第二組合長
- 破戒（1961年、NTV）
- 徳川家康（1964年、NET）
- 幕末（1964年、TBS） - 徳川慶喜
- 大河ドラマ（NHK総合）
  - 源義経（1966年） - 源頼朝
  - 天と地と（1969年） - 長尾顕吉
  - 樅ノ木は残った（1970年）  - なにがし様
  - 春の坂道（1971年） - 柳生石舟斎
- 氷点（1966年、NET）※・ナレーション
- 真田幸村（1966年、TBS） - 安国寺恵瓊
- ゴメスの名はゴメス（1967年、フジテレビ）
- 氷壁（1967年、NTV）
- 銀河ドラマ / 真夏の日食（1969年、NHK総合）
- ポーラ名作劇場 / 大変だァ（1970年、MBS）
- ゴールドアイ（1970年、NTV）- 香川達彦

### ラジオドラマ
- 赤い繭（NHKラジオ第2、NHK-FM実験放送、1960年） - 男

### 映画
- また逢う日まで（1950年 東宝）
- モンテンルパ 望郷の歌（1953年 大映）
- 雁（1953年 大映）
- にごりえ（1953年 文学座製作 松竹）
- 煙突の見える場所（1953年 新東宝）
- 或る女（1954年 大映）
- 愛と死の谷間（1954年 日活）
- 心に花の咲く日まで（1955年 文学座製作 大映）
- 子供の眼（1956年 松竹）
- 夜の蝶（1957年 大映）
- 生きている小平次（1957年 東宝）
- 東北の神武たち（1957年 東宝）
- 春高樓の花の宴（1958年 大映）
- 無法松の一生（1958年 東宝）
- 大東京誕生 大江戸の鐘（松竹、1958年、演：松本幸四郎）
- 夜の闘魚（1959年 大映）
- 濹東綺譚（1960年 東京映画製作 東宝）
- 日本の夜と霧（1960年 松竹）
- 別れて生きるときも（1961年 東宝）
- 東京夜話（1961年 東京映画製作 東宝）
- 熱愛者（1961年 松竹）
- ゴメスの名はゴメス・流砂（1967年 俳優座製作 松竹）
- 千夜一夜物語（声優 1969年 手塚治虫監督 虫プロ製作 日本ヘラルド）
- 日本暗殺秘録（ナレーション 1969年 東映）
- 無頼漢（篠田正浩監督 1970年 東宝＝にんじんくらぶ製作）
- トラ・トラ・トラ!（木戸内大臣役 1970年 20世紀フォックス・日米合作）
- 商魂一代 天下の暴れん坊（1970年、東宝）
- どですかでん（黒澤明監督 1970年 東宝＝四騎の会製作）

### 舞台
- 榎本武揚（1967年、劇団雲） - 「現代」（演出家）役
- 人形劇・つる（1970年、日本万国博覧会・住友童話館のパピプッペ劇場、竹田人形座、演出：市川崑） - ナレーター
- 人形劇・バンパの活躍（同上） - ナレーター